# Marca (territori)
Marca és una paraula derivada del mot fràncic marka ("frontera") i es refereix a les regions de frontera. Durant l'Imperi Carolingi, la paraula es va estendre per tot Europa. Una marca o un marquesat estava dominada per un marquès o marcgravi.